# 梧桐影
《梧桐影》，词牌名。宋周紫芝《竹坡詩話》記載：「大梁景德寺，峨嵋院道者，戒律甚嚴，不下席者二十年。一日，有布衣青裘，昂然一偉人，來與語良久，期以明年是日，復相見於此，願少見待。明年是日，日方午，道者沐浴端坐而逝。至暮，偉人果來，問道者，曰亡矣。偉人歎息良久，忽不見。明日書數語於堂側壁間絕高處。宣和間，余遊京師，猶及見之。」
後人因詞中有「明月斜」句，更名《明月斜》。

## 词牌格式
單調二十字，四句兩仄韻。

平仄平，平平仄。平仄仄平平仄平，平平仄仄平平仄。

## 例词
- 吕岩

明月斜，秋风冷。今夜故人来不来，教人立尽梧桐影。